# CR&S
CR&S（英語: Cafè Racers & Superbikes）は、イタリア・ミラノに本社を置くオートバイメーカー・ブランドである。1992年にロベルト・クレパルディ (イタリア語: Roberto Crepaldi) が設立。

## 車種
- DUU
- VUN

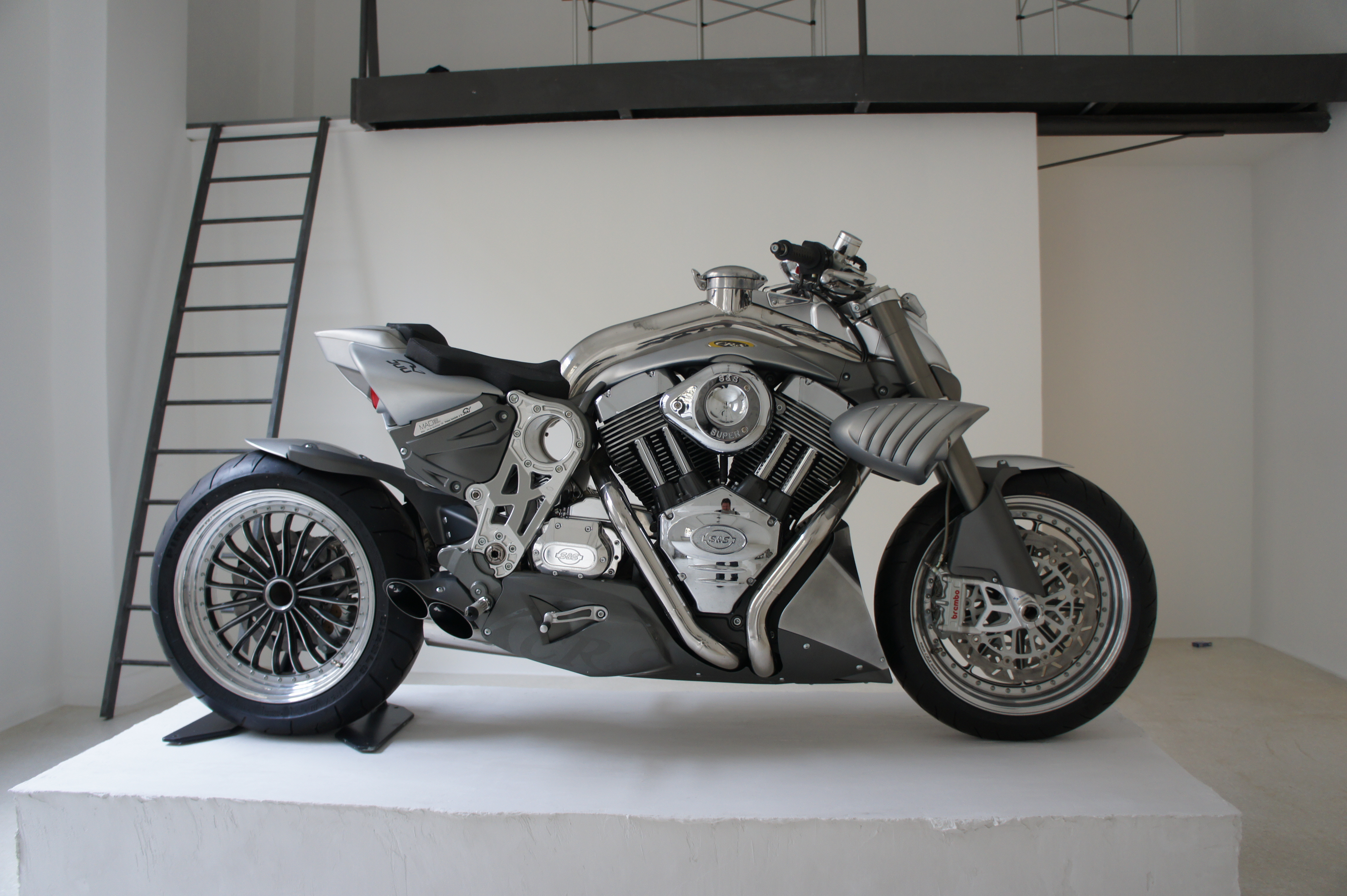
Duu
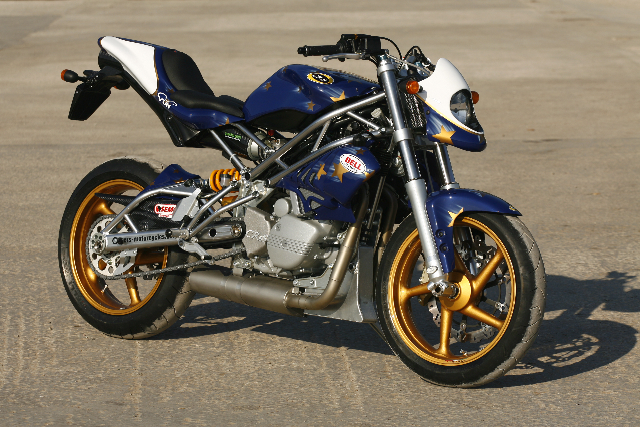
Vun